# Gótico italiano

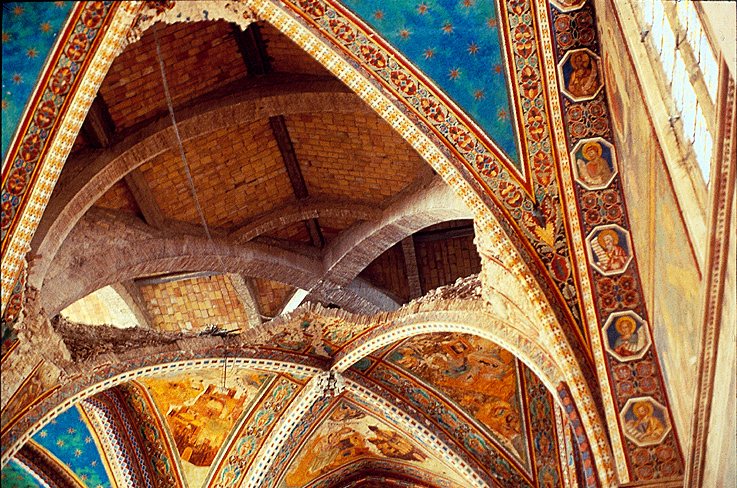
Bóveda de los Doctores de la Iglesia en la basílica de Asís, tal como quedó afectada por el terremoto de 1997, que dejó a la vista la estructura de la cubierta. Los frescos, del llamado "Maestro de Isaac", fueron atribuidos a Cimabue por Vasari, lo que parece poco probable, proponiéndose en la actualidad que pueden ser obra del joven Giotto u otros pintores.

Gótico italiano es la denominación historiográfica de la división local del arte gótico centrada espacialmente en el territorio de la actual Italia, que en la época (siglos XIII y XIV) no tenía unidad política. Se utilizan ampliamente las denominaciones Duecento (años mil doscientos) y Trecento (años mil trescientos) para cada uno de esos siglos.

## Pintura

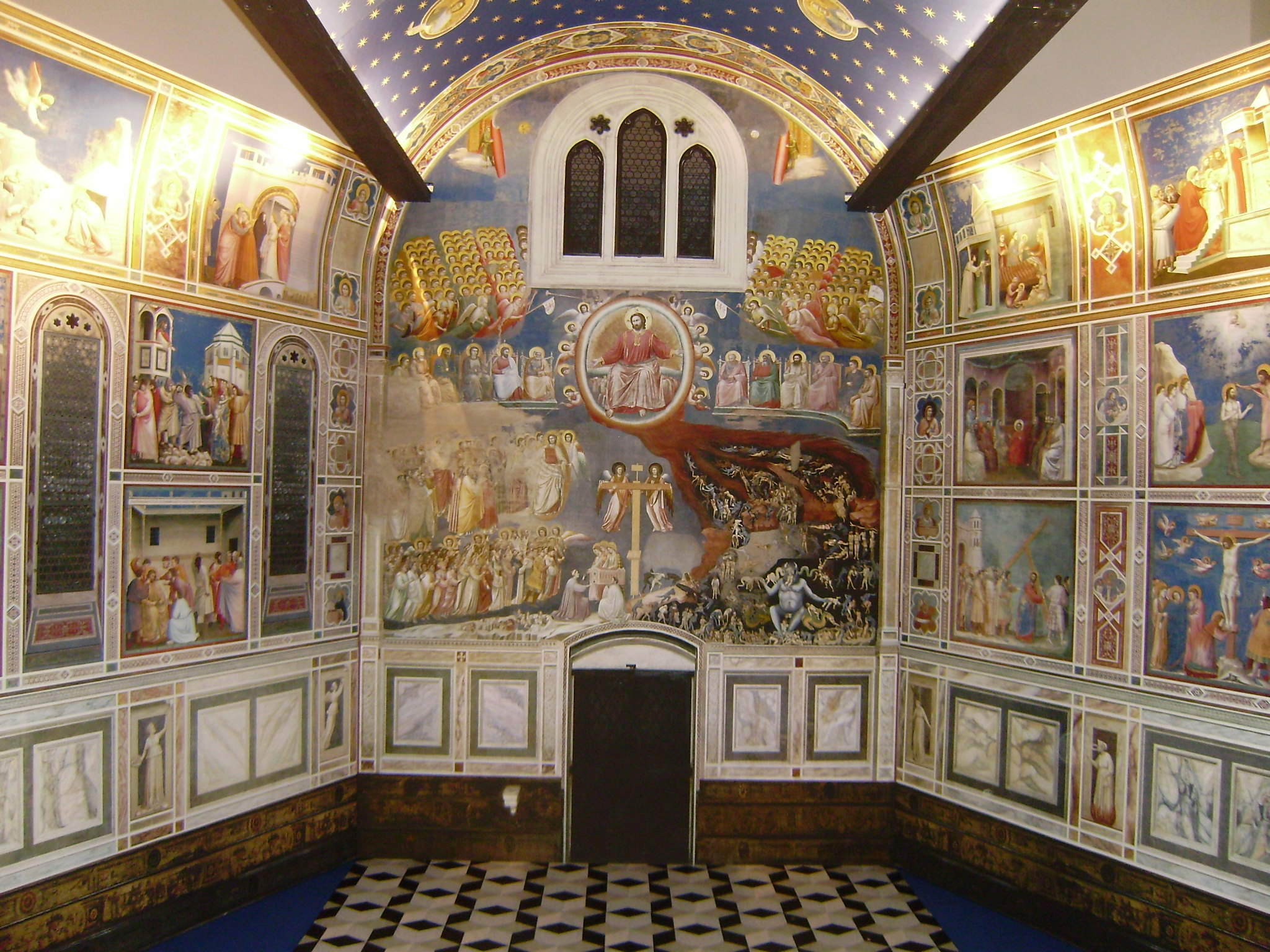
lefCapilla de los Scrovegni, de Giotto, 1305.

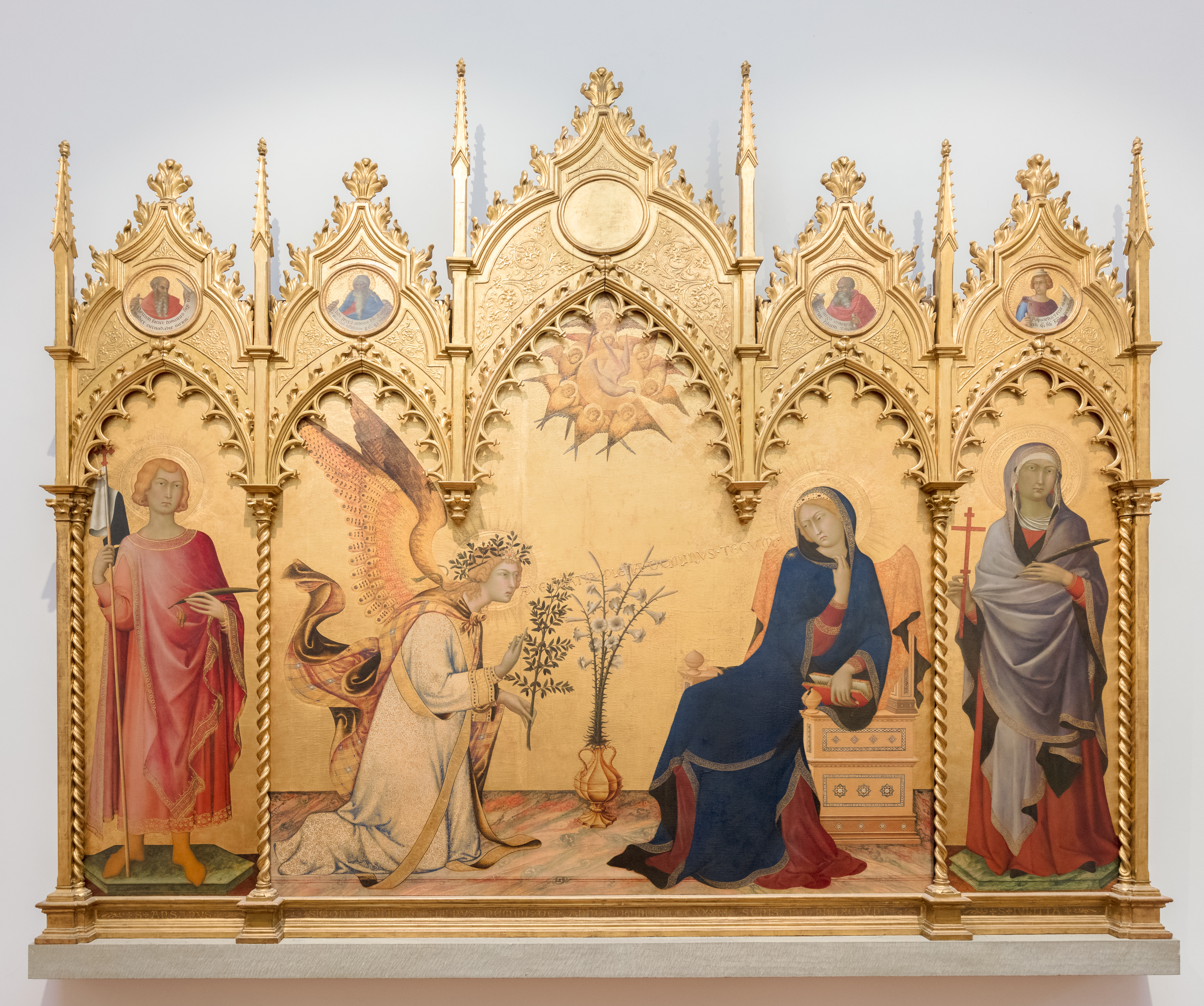
Anunciación entre los santos Ansano y Margarita, de Simone Martini, 1333.

La pintura gótica italiana mantuvo una gran influencia de la pintura bizantina, pero con una libertad formal mucho mayor. Se desarrollaron estilos locales (escuelas de pintura italiana, especialmente en Toscana -escuela de Lucca, escuela de Siena, escuela de Florencia-, escuela romana) y también se mantuvieron contactos con otras zonas de Europa occidental; incluso una fase del estilo es denominada Gótico internacional.
Entre los maestros italianos más renombrados de la época estuvieron Giotto (y su escuela giottesca), Simone Martini, Cimabue, Duccio di Buoninsegna o Pietro Cavallini.
La pintura del Quattrocento significó en Italia el desarrollo del Renacimiento con la innovación decisiva de la perspectiva lineal (experimento de Brunelleschi en Florencia -1416, divulgado por Leon Battista Alberti en Della pittura, 1436-, Trinidad, de Masaccio -1426-); aunque muchos pintores de la época, como Gentile da Fabriano, Lorenzo Monaco o Fra Angelico, siguieron manteniendo las convenciones góticas en mayor o menor grado.

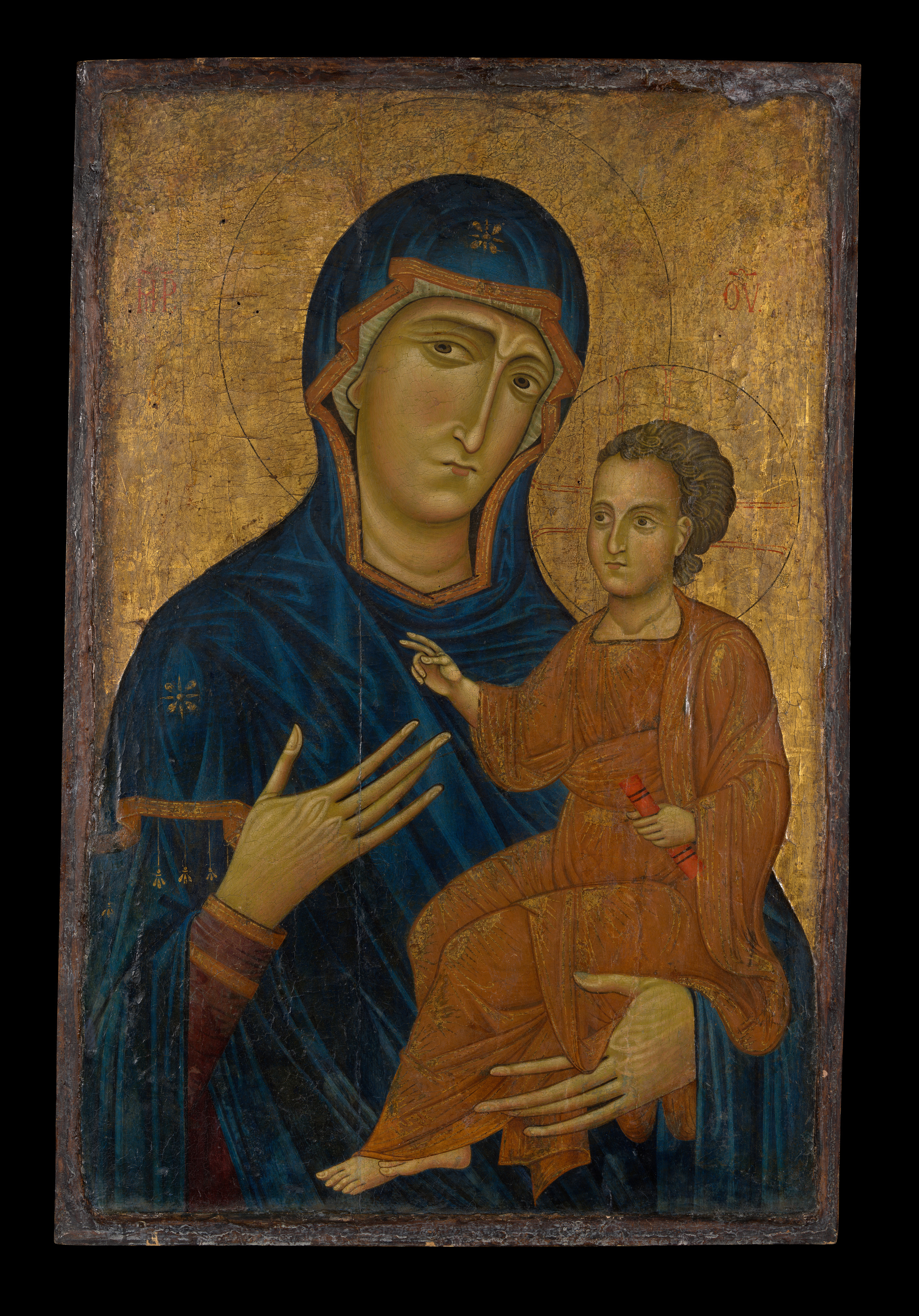
Madonna col Bambino, de Berlinghiero Berlinghieri, ca. 1230-1235,
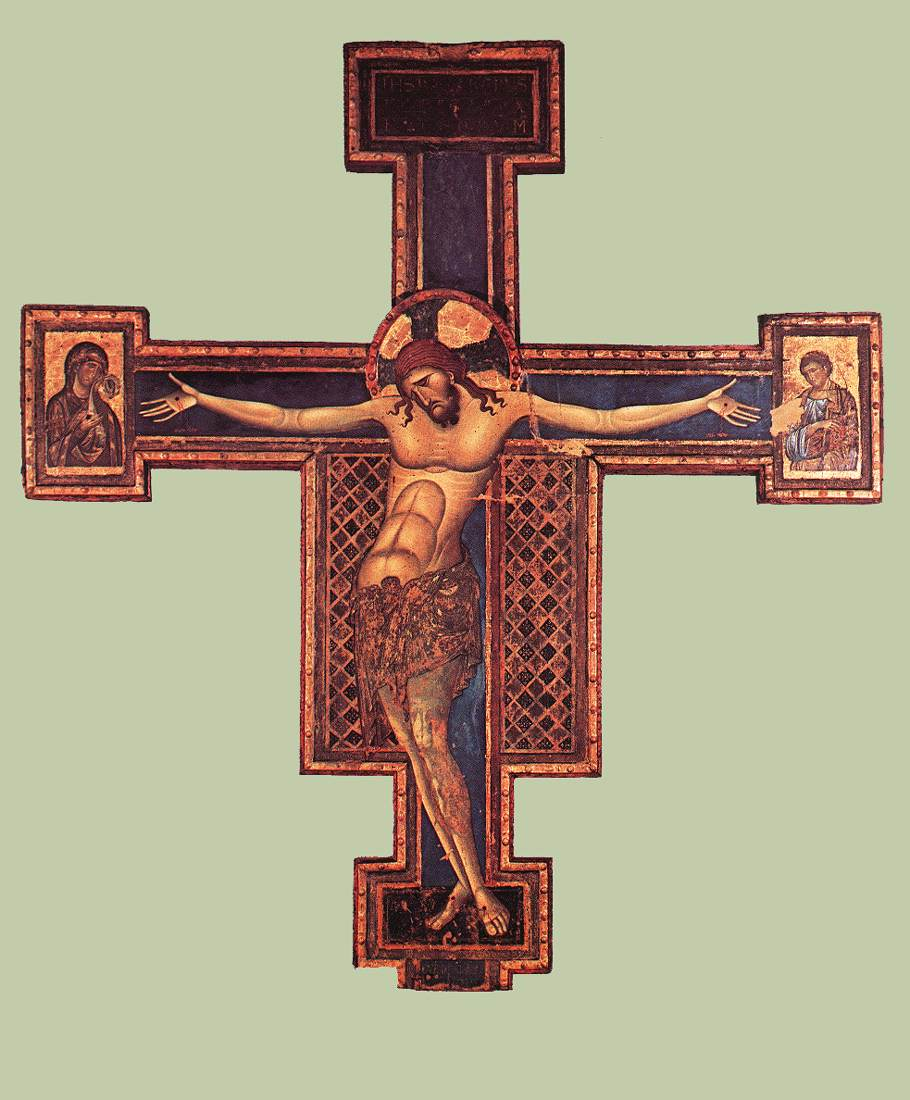
Crucifijo de la basílica de Santo Domingo,[5] de Giunta Pisano, ca. 1250.
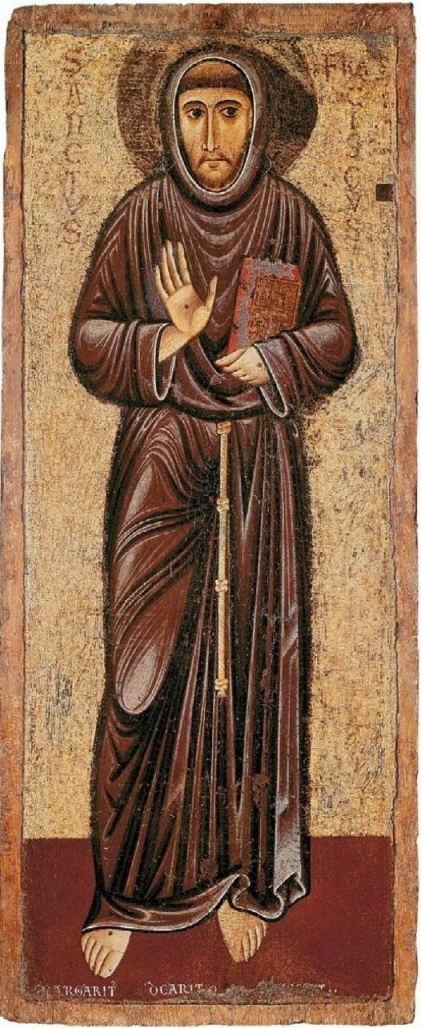
San Francisco, de Margaritone d'Arezzo, segunda mitad del siglo XIII.

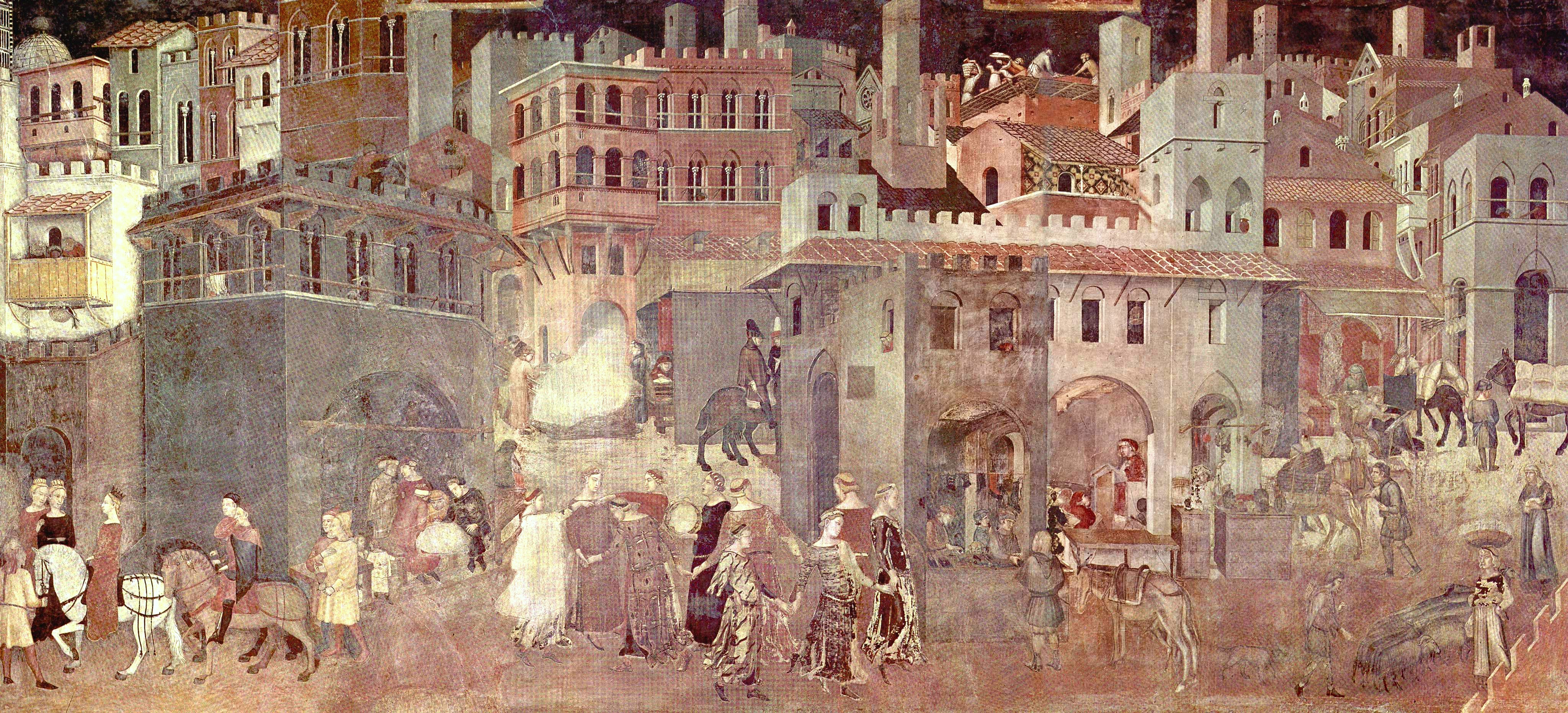
Detalle de la Alegoría y efectos del buen y el mal gobierno,[6] de Ambrogio Lorenzetti, 1338-1339.
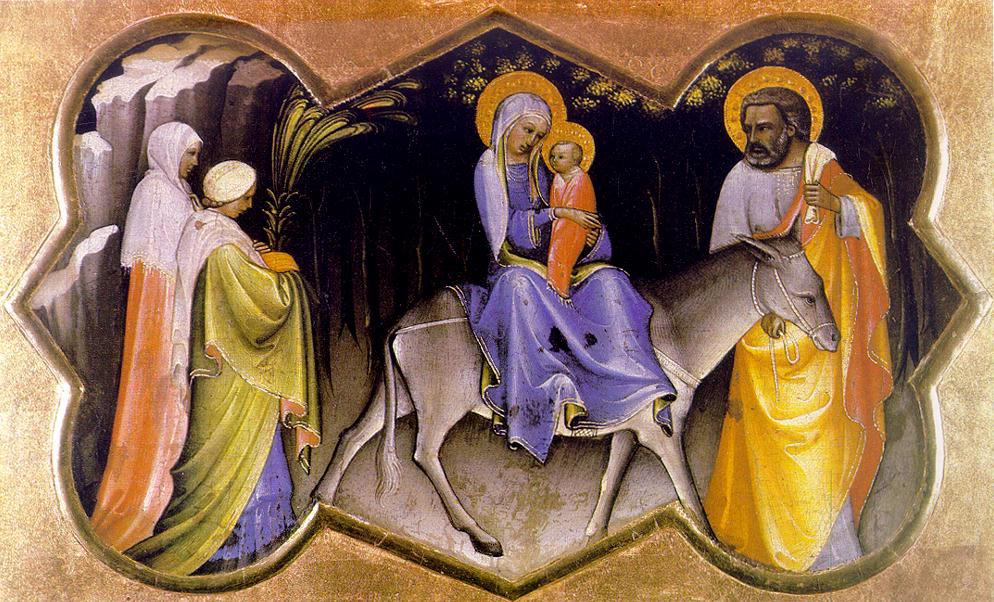
Huida a Egipto, de Lorenzo Monaco, 1405.
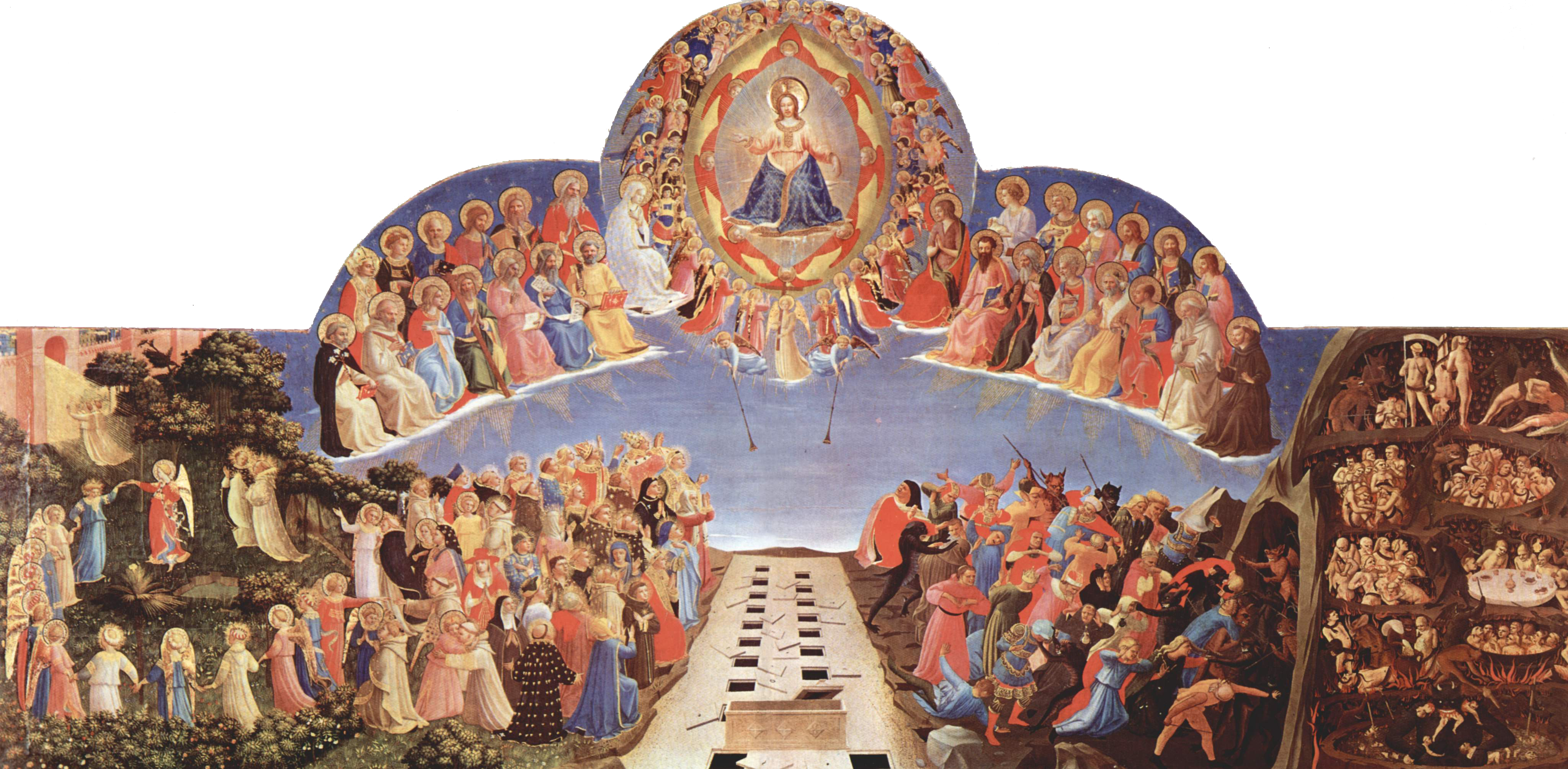
Juicio Universal,[7] de Fra Angelico, ca. 1431.

### Mosaico

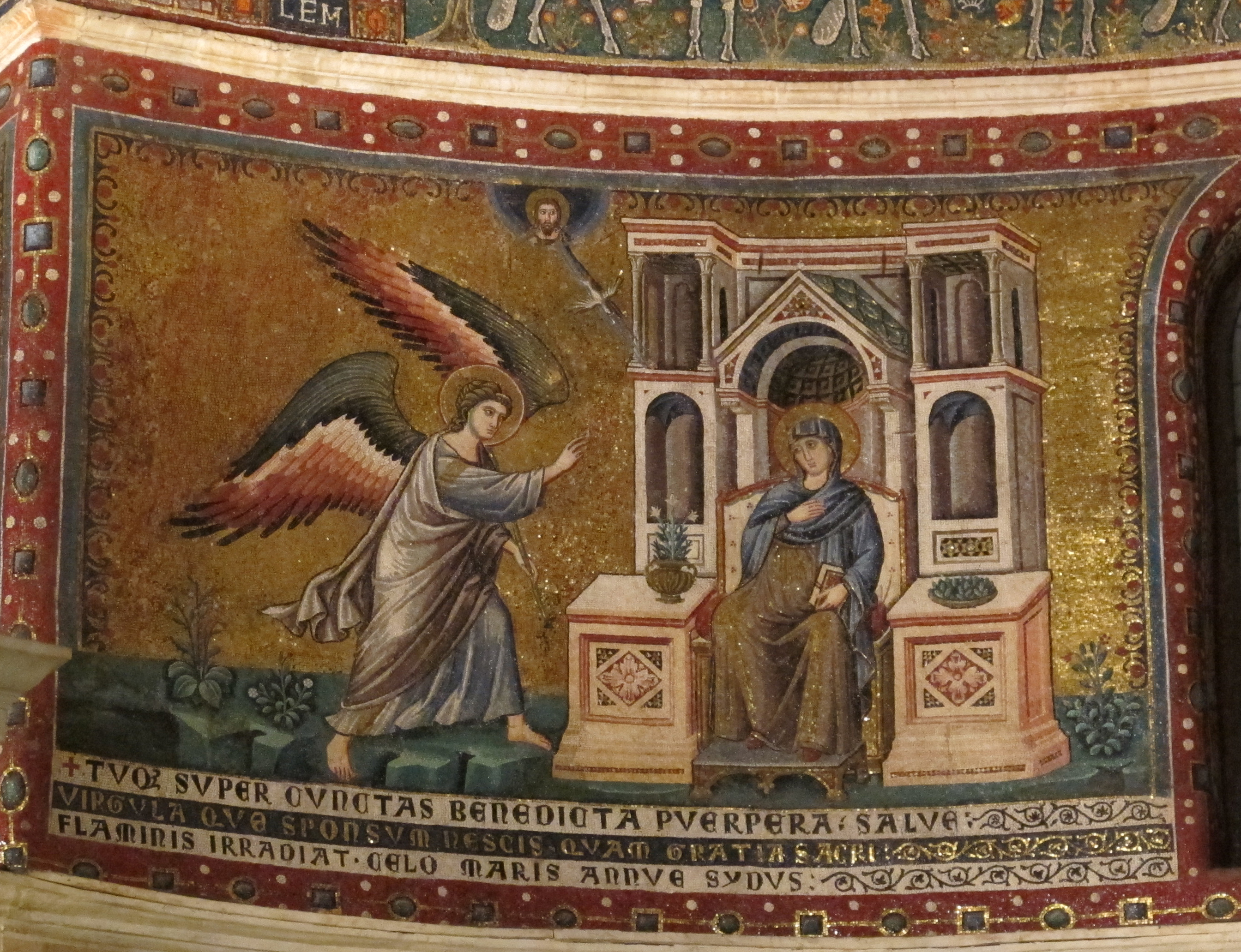
Anunciación de Santa María in Trastevere, Pietro Cavallini.
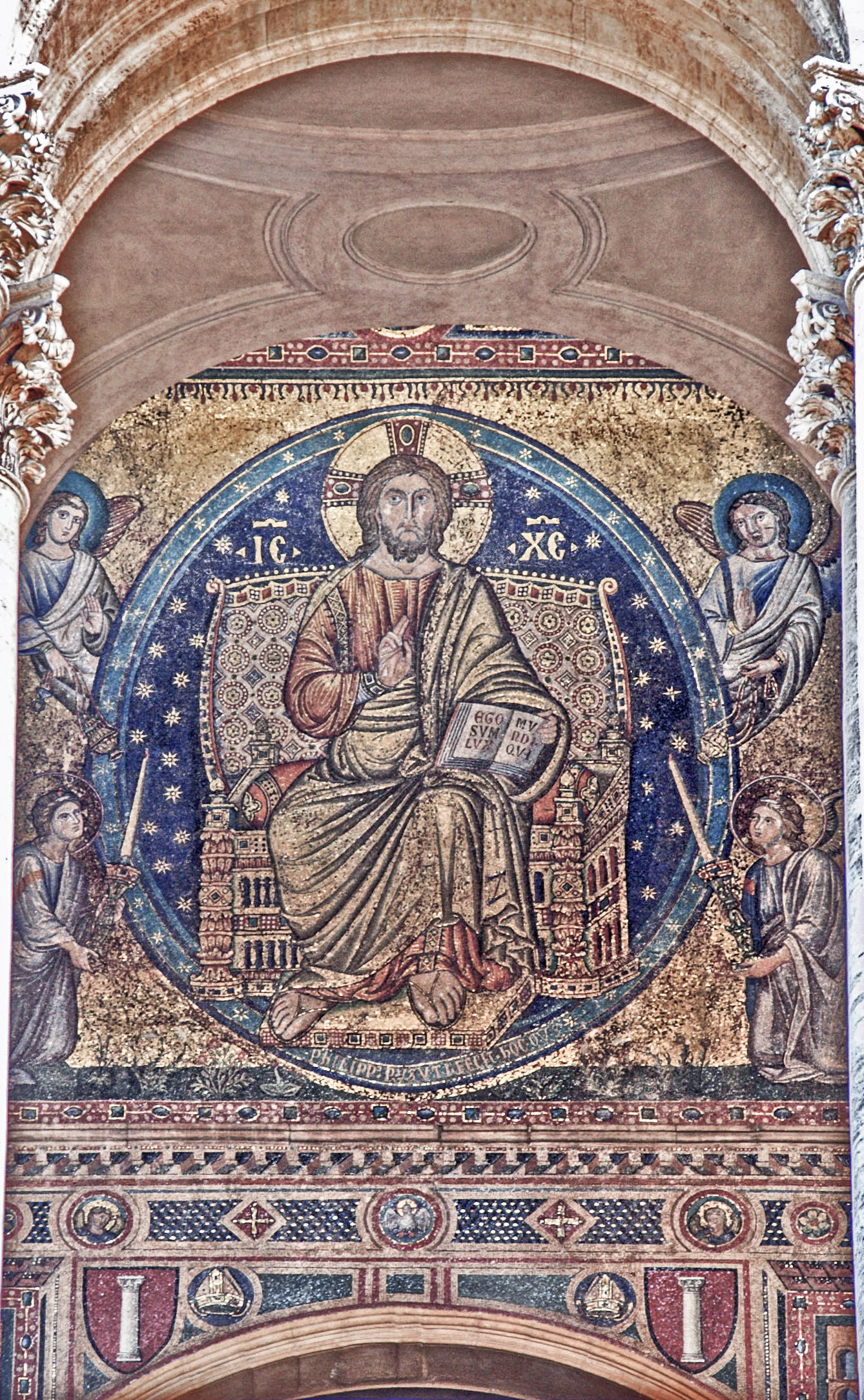
Cristo en gloria de la basílica de Santa María la Mayor (Santa Maria Maggiore), Filippo Rusuti.
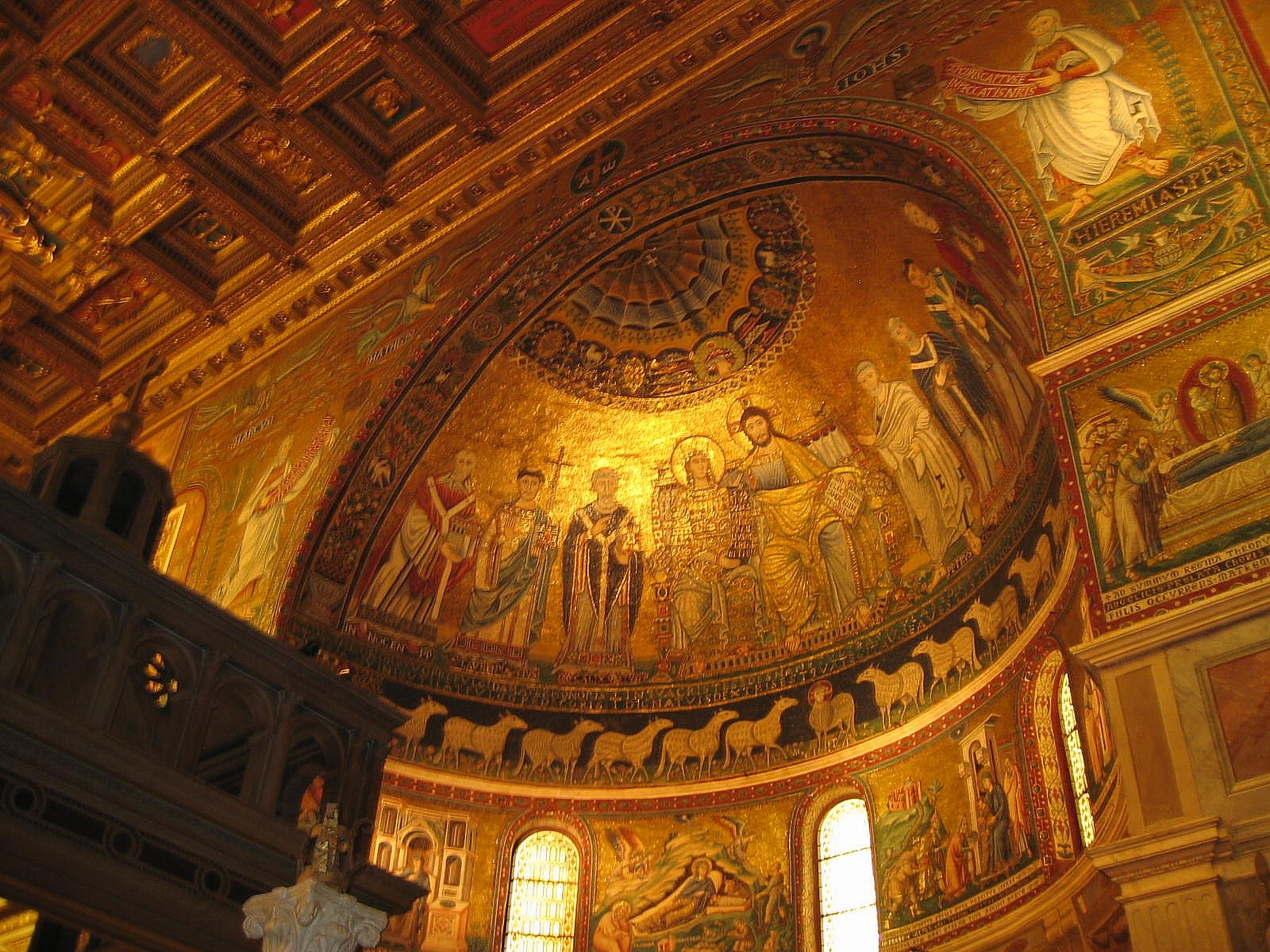
Ábside y arco triunfal de Santa María in Trastevere.
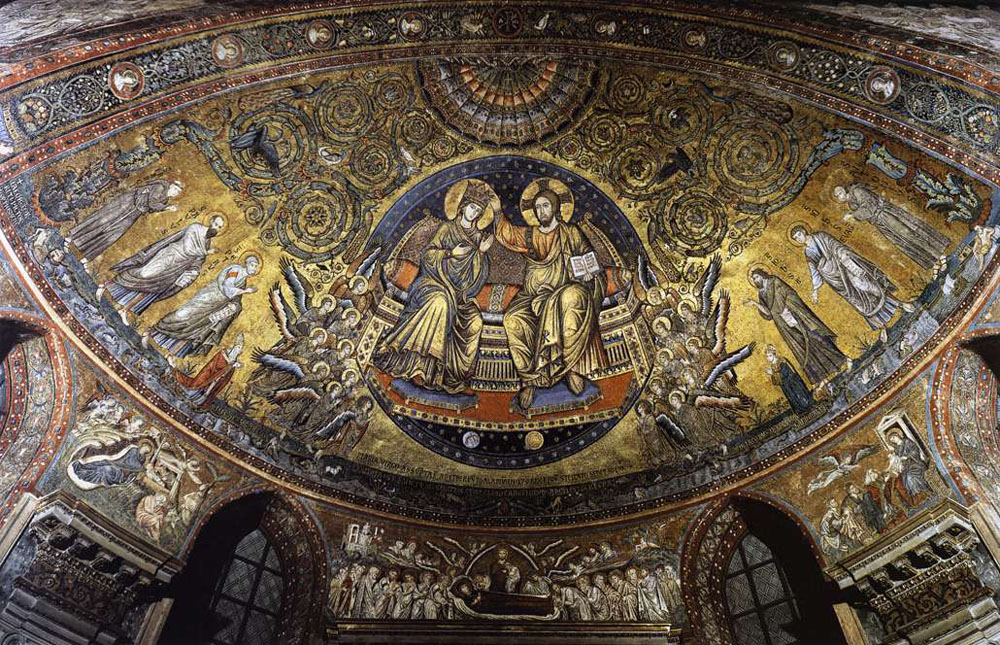
Coronación de la Virgen en Santa Maria Maggiore, Jacopo Torriti.
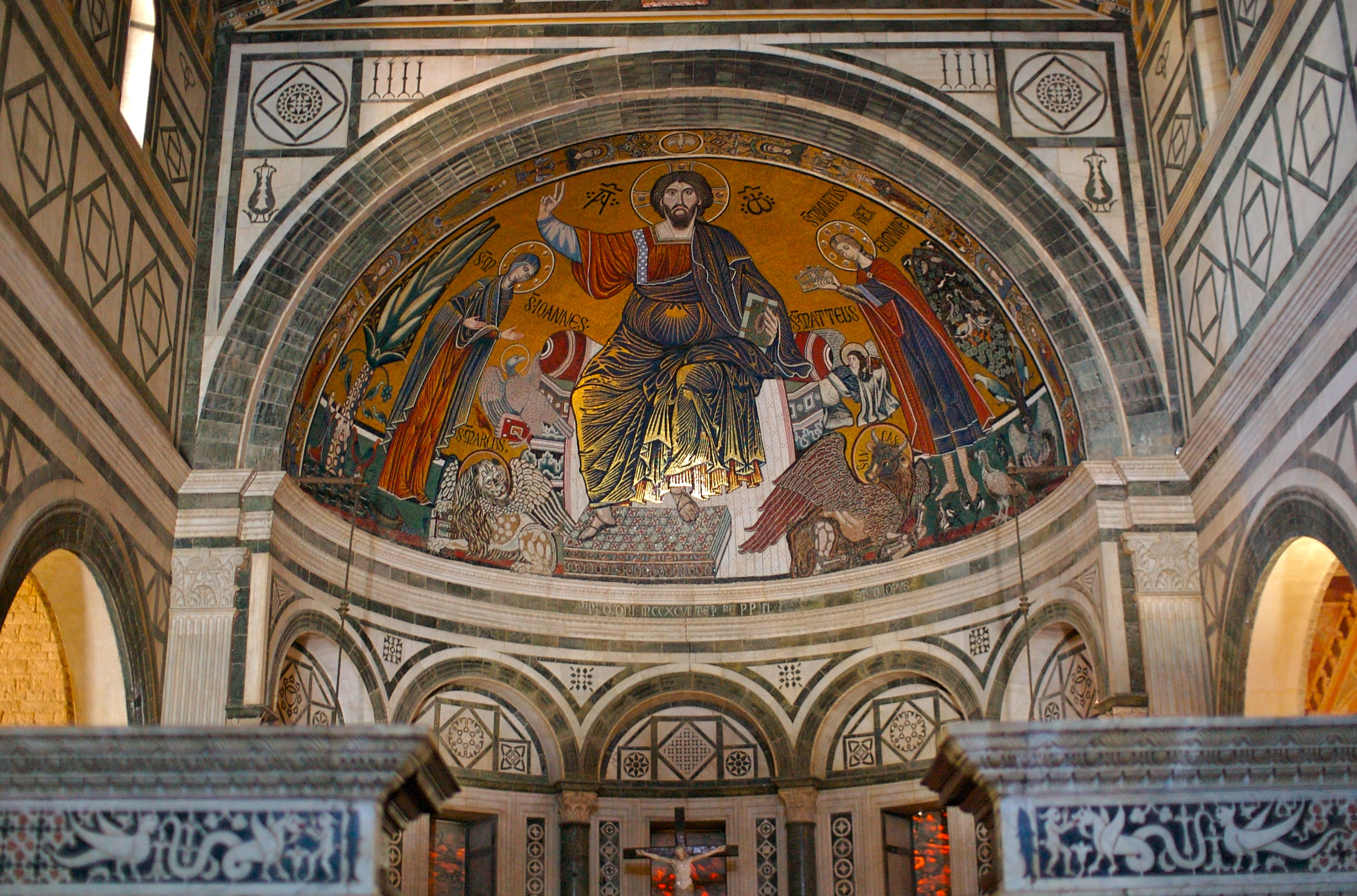
Ábside de San Miniato al Monte, de Gaddo Gaddi.

## Escultura

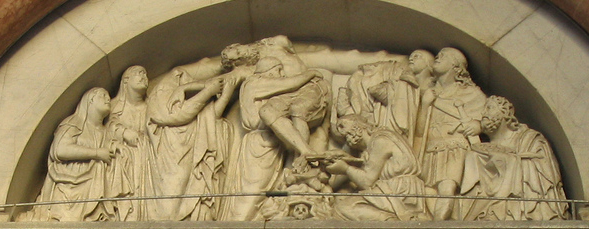
Deposizione de Nicola Pisano en el Duomo di Lucca, ca. 1260.

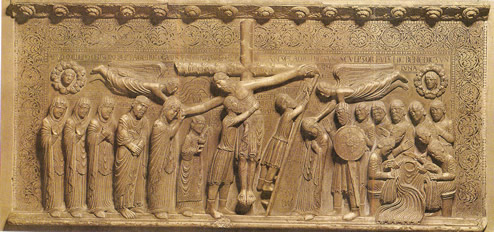
Deposizione de Benedetto Antelami en el Duomo di Parma, 1178.

En la escultura gótica italiana la tradición clásica se continúa con la recuperación del principio de axialidad. Destacó la familia de los Pisano, con Andrea Pisano, Giovanni Pisano y sobre todo Nicola Pisano (Púlpito del Baptisterio de Pisa -1260-, Púlpito de la Catedral de Siena -1268-, Fontana Maggiore de Perugia -1278-) del que se dice que fue a la escultura lo que Giotto a la pintura. Otros escultores importantes en la época fueron Arnolfo di Cambio (Retrato de Carlos I de Anjou, 1277), Lorenzo Maitani (fachada de la Catedral de Orvieto) o Tino di Camaino. Surgieron escuelas escultóricas en Emilia, Puglia y sobre todo en Toscana.
Benedetto Antelami se considera la figura de transición entre la escultura románica italiana y la gótica, más por datación que por el estilo. Probablemente se relacionó con obras provenzales. Trabajó en la Catedral de Parma al menos desde 1178. Decoró la fachada de la Catedral de Fidenza con varios relieves, entre los que destacan los bultos redondos de dos Profetas en los nichos del portal central; que se consideran hitos que conectan la estatuaria tardoantigua con la de Donatello (ya en el Quattrocento renacentista). Su obra maestra es el Baptisterio de Parma (1196), que influyó decisivamente en el de Pisa.
Su más importante seguidor fue el Maestro dei Mesi, que esculpió un ciclo de Mesi ("meses") para la catedral de Ferrara, con gran realismo en las figuras.

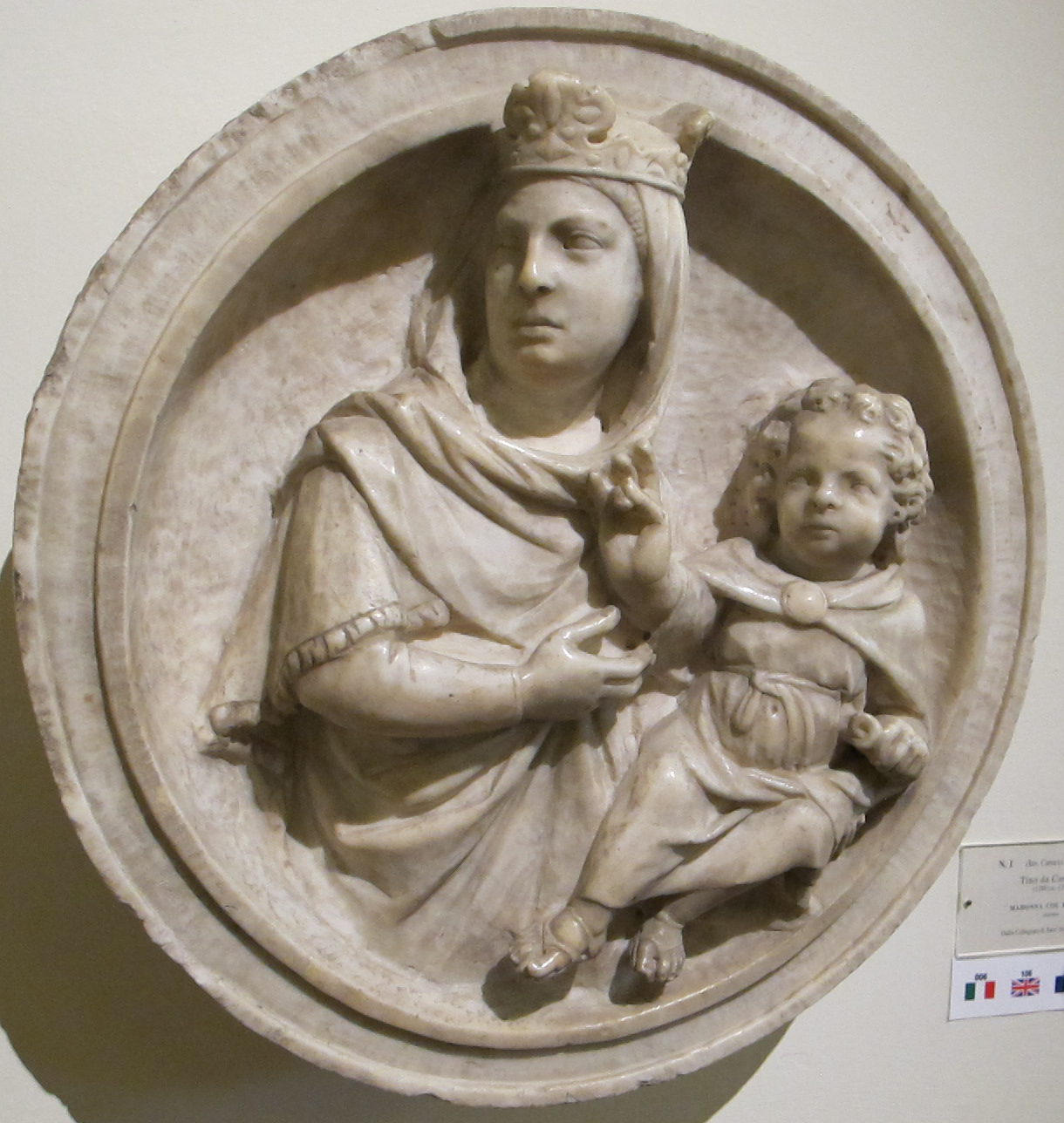
Madonna col Bambino, de Tino de Camaino.
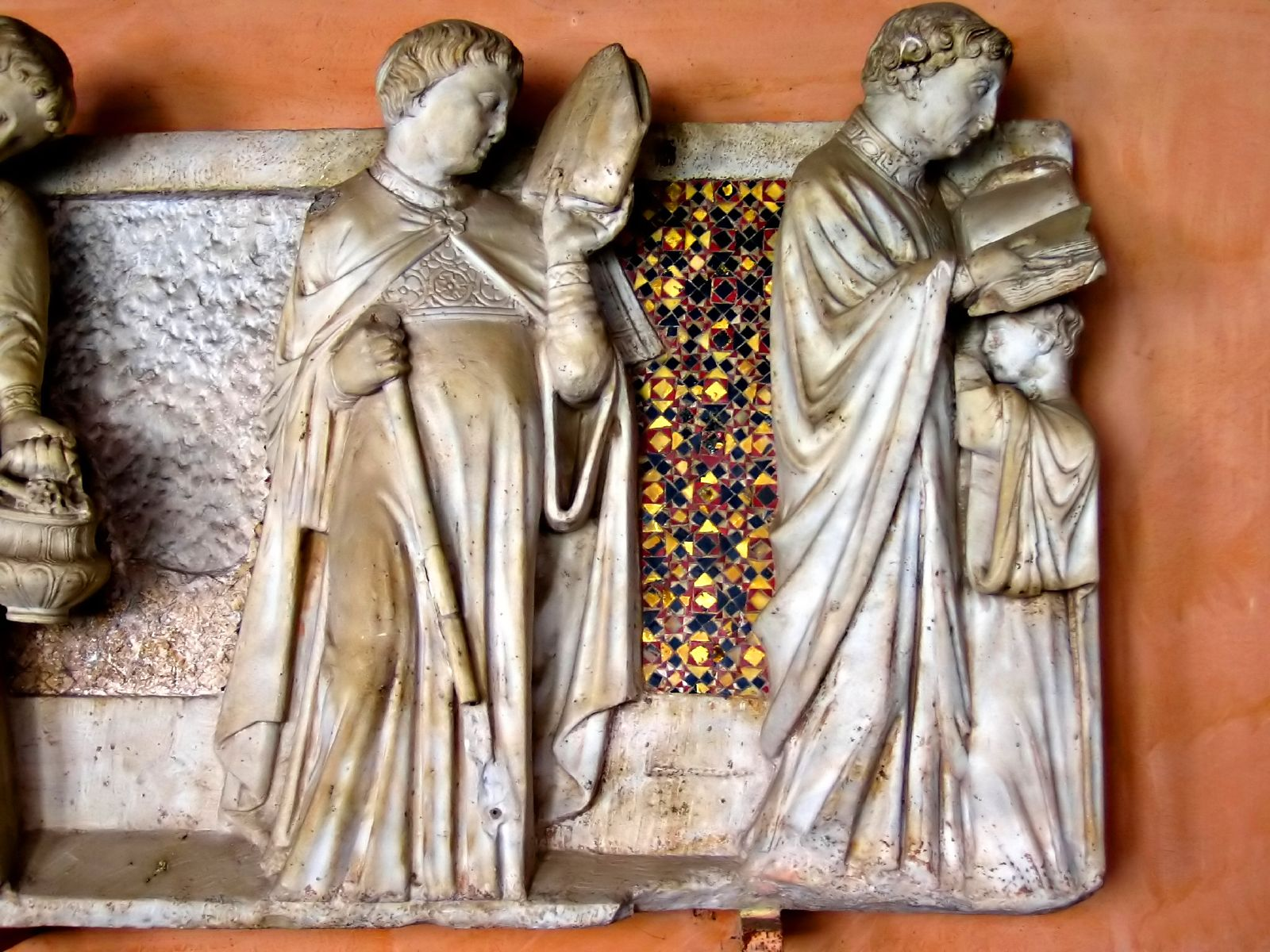
Detalle del sepulcro de Riccardo degli Annibaldi, de Arnolfo di Cambio.
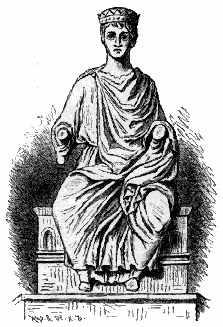
Grabado del siglo XVI que representa la estatua de Federico II en la Porta di Capua, actualmente destruida.
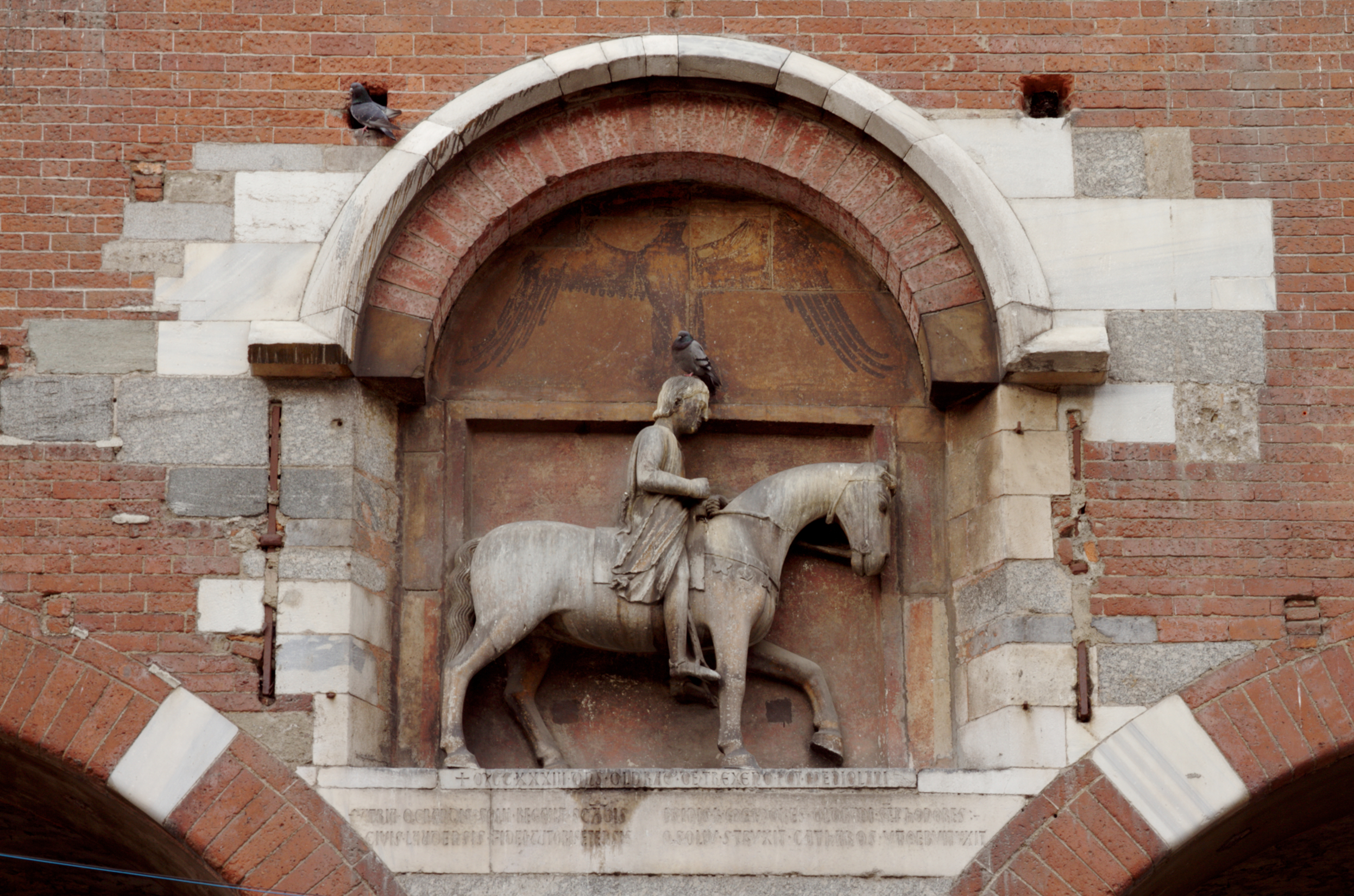
Monumento ecuestre de Oldrado da Tresseno, 1233, escuela de Antelami.

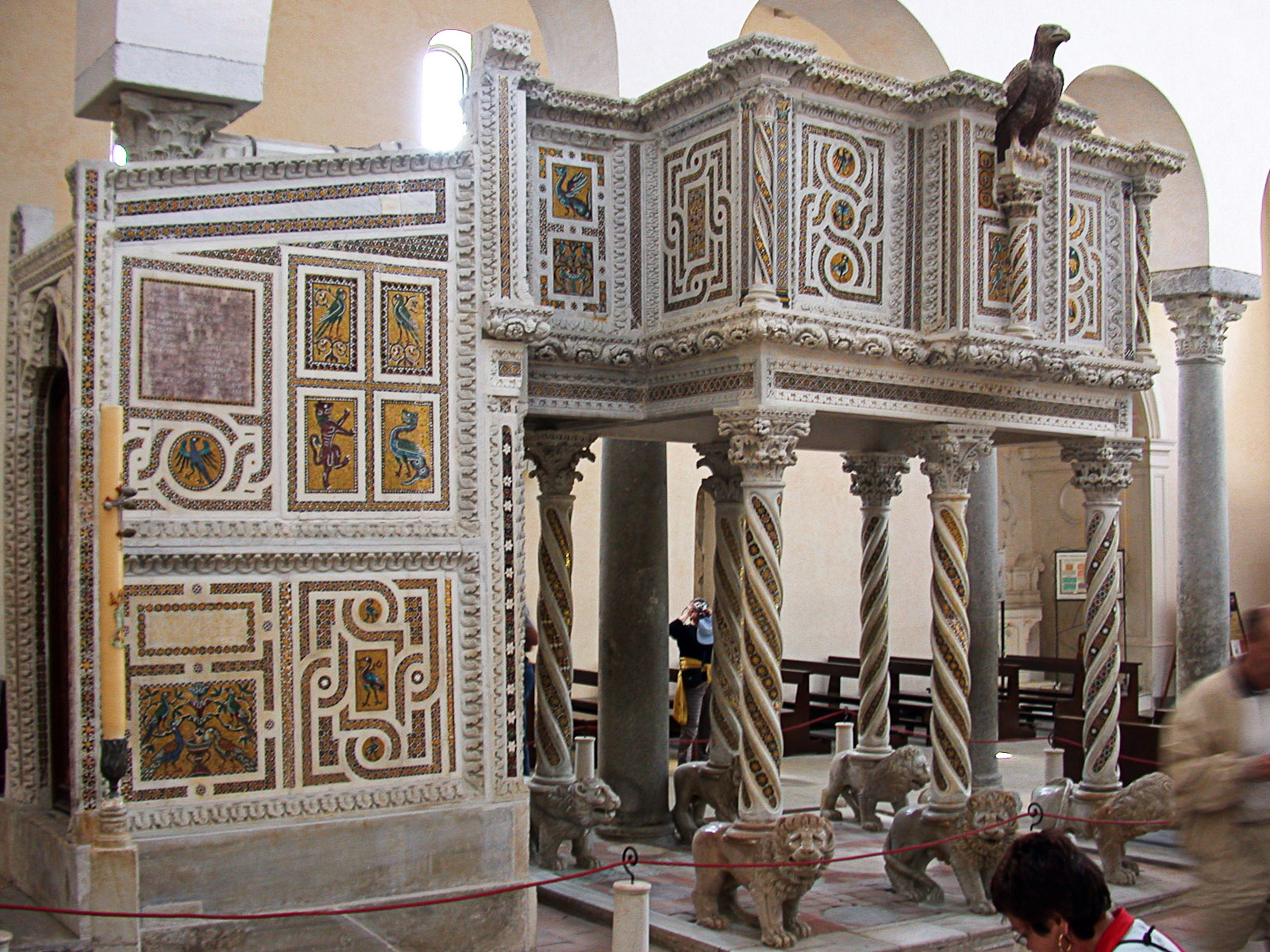
Púlpito de la Catedral de Ravello,[14] de Bartolomeo da Foggia.
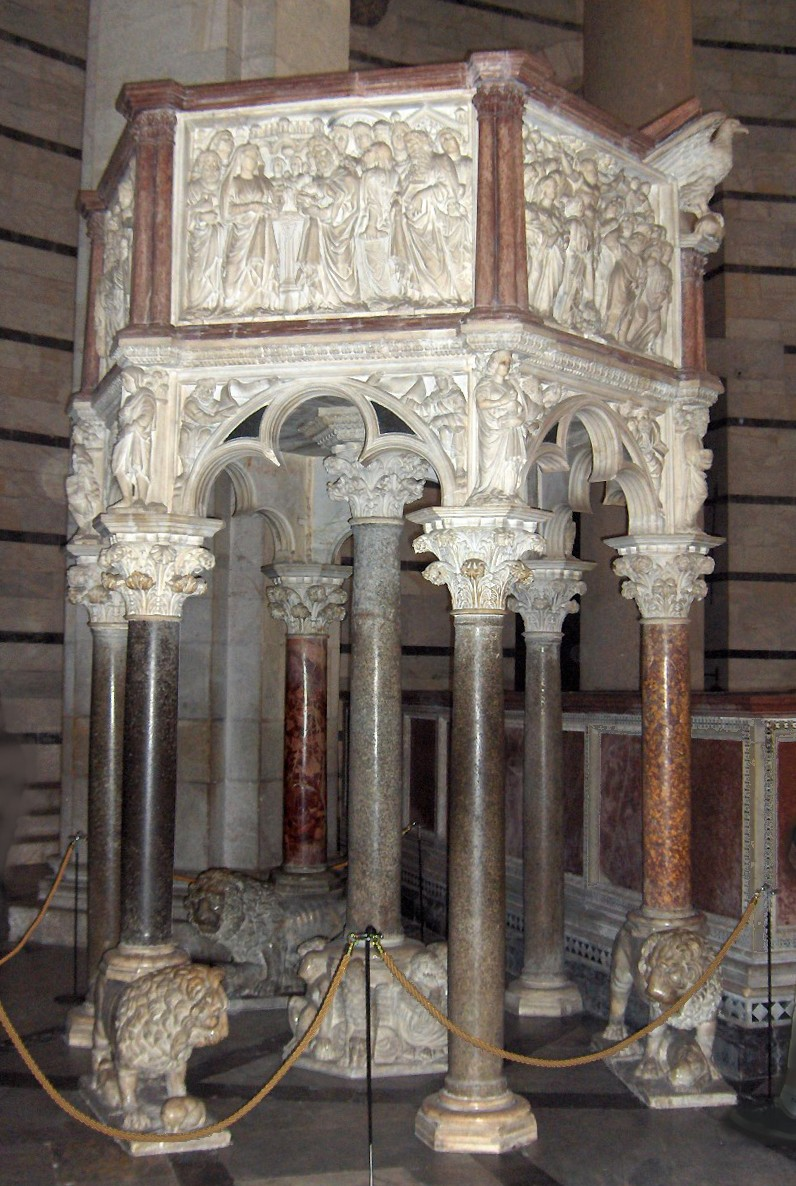
Púlpito del Baptistero de Pisa, de Nicola Pisano.
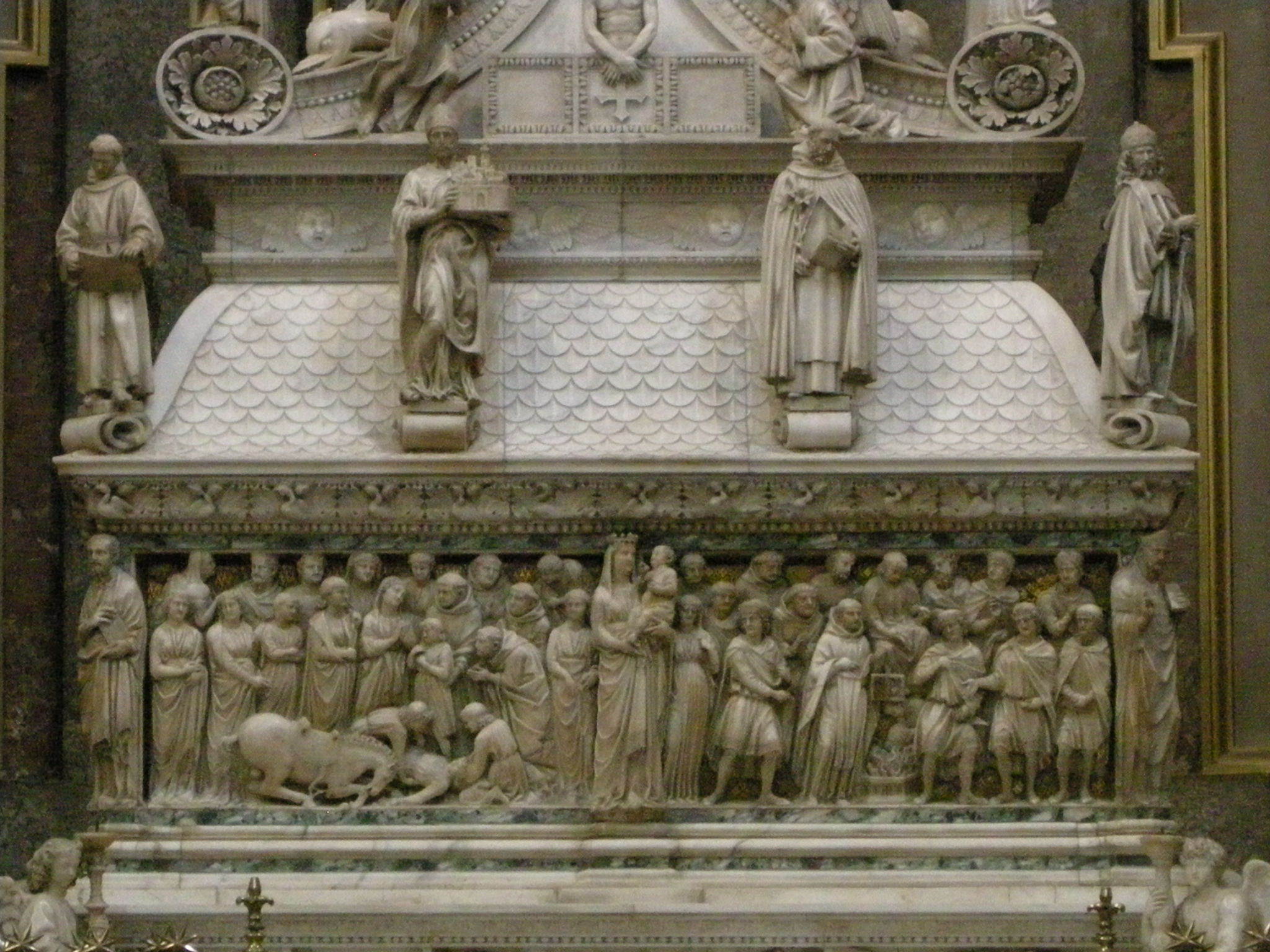
Arca de Santo Domingo de la basílica de Santo Domingo. Detalle de la parte inferior, con los paneles de Nicola Pisano (1264-1267). La parte superior es de Niccolò dell'Arca (1469-1473).

### Programa artístico de Federico II
En la corte del emperador Federico II Hohenstaufen se desarrolló un ambicioso programa artístico, que conectaba con el Gótico alemán (San Jorge a caballo de la catedral de Bamberg, 1237), trajo a los cistercienses a Italia meridional (abadía de Murgo, 1224) y procuró la recuperación de modelos clásicos greco-romanos o más bien de la tradición del arte romano provincial (acuñación de moneda áurea con su efigie, Puerta de Capua, 1240 -donde se hizo el primer retrato del arte post-clásico-, etc.)
Además de esta corriente "clasicista", se desarrolló una corriente "naturalista". El mismo emperador Federico escribió en De arte venandi cum avibus cómo debían representarse "las cosas que existen así como son" (ea quae sunt sicut sunt), una sugerencia que puede ejemplificarse en el originalísimo capitel, conservado en el Metropolitan, atribuido a Bartolomeo da Foggia (ca. 1229).

### Transición hacia la escultura delQuattrocento

Porta della mandorla.

En Florencia, la época del Gótico internacional va a presenciar un desarrollo orientado netamente al clasicismo en su escuela local. Tras la crisis de la segunda mitad del Trecento (la crisis del siglo XIV a partir de la Peste Negra de 1348, de la que se pretende ver una dimensión artística en la escultura con obras esquemáticas, planas y carentes de originalidad), el Quattrocento abre un aparente periodo de estabilidad y riqueza, y que se quiere ver manifestado en la Porta della Mandorla de la Catedral de Florencia, con una primera intervención (1391-1397) de escultores como Giovanni d'Ambrogio, Jacopo di Piero Guidi, Piero di Giovanni Tedesco y Niccolò di Pietro Lamberti, y una segunda intervención (1414-1421) de una nueva generación de escultores, como Nanni di Banco y Donatello; por último, se incorporó un mosaico de Ghirlandaio (1489-1490).
La superación de la escultura gótica quedó evidenciada con la convocatoria del concurso para la Puerta norte del Baptisterio de Florencia (1401), en el que compitieron Lorenzo Ghiberti y Filippo Brunelleschi, y que consistía en la realización de un Sacrificio de Isaac en un quadrilobo de bronce como el que había diseñado Andrea Pisano en la puerta más antigua.

## Arquitectura
La arquitectura gótica italiana (gotico temperato) tiene características propias que la distinguen considerablemente de la arquitectura gótica del lugar de origen, Francia (gótico francés a partir de la abadía de Saint-Denis), y de la de otros países europeos donde este estilo se había ya difundido (como Inglaterra, Alemania o España, con el gótico inglés, alemán o español).
La innovación técnica y la audacia estructural francesas no fueron aceptadas, prefiriendo mantener la tradición constructiva consolidada en siglos anteriores, e incluso desde un punto de vista estético y formal, no emuló el énfasis vertical casi estático de las catedrales francesas. Si bien hubo una aplicación temprana de elementos góticos en la época románica —como los rosetones y las bóvedas de crucería (norte de Italia) y los arcos apuntados (árabe-normando en la Italia meridional)—, la tradición románica italiana —influenciada por los modelos bizantino, paleocristiano e incluso grecorromano— se resistía a la masiva sustitución de los muros por vanos. Probablemente se debiera a cuestiones puramente prácticas: el clima italiano habría causado en los edificios cubiertos de vidrieras un efecto luminiscente (efecto invernadero), sobre todo en los meses estivales, que haría casi imposible permanecer en el interior de las iglesias. Mantener los muros masivos proporcionaba no sólo una temperatura más adecuada, más fresca, sino también una superficie perfecta en la que se extendían preciosas decoraciones al fresco. Se obtuvo así en Italia un compromiso entre los principios estéticos y estructurales del románico y del gótico, sin aumentos excesivos de altura y reducciones esqueléticas de las masas murarias.
El gótico llegó a Italia de forma tardía y arraigó poco. Los cistercienses fueron los introductores de la arquitectura gótica en el país, monjes llegados de Francia fundaron en la región del Lazio la abadía de Fossanova, primer edificio gótico italiano. En el siglo XIII las órdenes mendicantes de dominicos y franciscanos se adhirieron al estilo cisterciense. Las iglesias mantuvieron grandes superficies de muros, en las que hicieron sobresalir las pinturas al fresco y menos espacio para las vidrieras. El mejor edificio gótico italiano de este siglo es la catedral de Siena, maravilla del mármol. A finales del siglo XIII hay una gran actividad gótica y se inicia la construcción del Palacio Comunal de Siena y del Palazzo Vecchio de Florencia, caracterizados por la construcción de elevadas torres.
Durante el siglo XIV, la arquitectura gótica italiana sigue manteniendo unas pecularidades propias, destacando la catedral de Orvieto, muy relacionada con la de Siena. En Florencia también son notables la iglesia de la Santa Cruz, levantada por la orden franciscana, y el interior de la iglesia de Santa María Novella. También en esa ciudad comienza a construirse la catedral de Santa María del Fiore, que se finalizaría ya en el nuevo estilo renacentista.
En el siglo XV, los finales del gótico empiezan a confundirse con los inicios del Renacimiento. En Venecia siguen construyéndose numerosos palacios, y en este siglo se termina el Palacio Ducal, destacando también el palacio Contarini y la Ca' d'Oro. La obra magna del gótico italiano es la catedral de Milán, iniciada en 1386 y cuya construcción se prolongó hasta el siglo XIX. Destaca por la sobrecargada decoración de su fachada, que se concretó entre 1805 y 1813 y finalmente fue terminada en 1814, con una superficie de 4500 m² y embellecida a lo largo del siglo XIX con centenares de estatuas.
Una posible periodización de la arquitectura gótica italiana contempla:
- una fase inicial, que se desarrollaría a finales del siglo XII y comienzos del XIII (fechas correspondientes con el gótico inicial y el gótico pleno francés), que incluiría la arquitectura cisterciense,
- un primo gotico, que se desarrollaría entre 1228 y 1290 (fechas correspondientes con el gótico radiante francés);
- un gótico maduro (gotico maturo) que se desarrollaría entre 1290 y 1385;
- y una última fase, desde 1385 hasta el siglo XVI, que conviviría con la primera arquitectura del Renacimiento, con el inicio y la continuación de los sitios de construcción tardogóticos, como la catedral de Milán, catedral de Nápoles o la basílica de San Petronio de Bolonia (1390-1663).

- Duomo de Siena (1220-1263)
- Interior y ciclos pictóricos de la basílica superior de San Francesco de Asis)
- Basílica de San Juan y San Pablo de Venecia
- Palazzo Ducale (Gótico veneciano, ca. 1303-1340)
- Palazzo Vecchio de Florencia (1299-1314)